# Khuếch đại điện tử
Thông thường một mạch khuếch đại hay bộ khuếch đại, đôi khi còn gọi là khuếch đại (tiếng Việt gọi là Ăm-li hay Âm-li), là một thiết bị hoặc linh kiện bất kỳ nào, sử dụng một lượng công suất nhỏ ở đầu vào để điều khiển một luồng công suất lớn ở đầu ra. Trong các ứng dụng thông dụng, thuật ngữ này hiện nay được dùng chủ yếu cho các bộ khuếch đại điện tử và thông thường là các ứng dụng thu và tái tạo tín hiệu điện tử. Mối liên quan giữa đầu vào và đầu ra của một bộ khuếch đại, thường được diễn giải như là một hàm của tần số, được gọi là hàm truyền và biên độ của hàm truyền được gọi là độ lợi hay độ khuếch. Đánh giá đầy đủ về khuếch đại là ba lượng độ khuếch điện áp (voltage gain), độ khuếch dòng (current gain) và độ khuếch công suất (power gain).

## Những đặc tính chung
Hầu hết các mạch khuếch đại được định giá bằng một số các thông số:

### Độ lợi
Độ lợi của mạch khuếch đại là tỷ số giữa công suất đầu ra Pout và công suất đưa vào điều khiển Pin, là {\displaystyle K_{P}=P_{out}/P_{in}}.
Trong thực tế độ lợi được tính trên thang đo decibel (dB), trong đó trị số đo tỷ lệ với quan hệ lôgarit của tỷ số nói trên: {\displaystyle G{\text{ }}(dB)=20{\text{ }}lg(P_{out}/P_{in})}.

### Dải động ngõ ra
Dải động ngõ ra là một dải biên độ, thường sử dụng đơn vị dB, là khoảng cách giữa tín hiệu lớn nhất và tín hiệu nhỏ nhất mà đầu ra có thể phản ánh được. Vì tín hiệu nhỏ nhất thường bị giới hạn bởi biên độ nhiễu, nên người ta lấy luôn tỷ số giữa biên độ tín hiệu lớn nhất và nhiễu làm dải động ngõ ra.

### Băng thông và thời gian đáp ứng
Băng thông của một mạch khuếch đại thường được xác định theo sự khác biệt giữa tần số thấp nhất và tần số cao nhất ở điểm mà hệ số khuếch đại giảm còn 1/2. Thông số này còn gọi là băng thông −3 dB. Trong trường hợp những băng thông ứng với những độ chính xác khác nhau thường phải ghi chú thêm, thí dụ như (−1 dB, −6 dB, v.v.).
Thí dụ như một mạch khuếch đại âm tần tốt phải có đáp ứng bằng phẳng từ 20 Hz đến 20 kHz (dải âm thanh mà người ta nghe được), như vậy đáp ứng tần số của nó phải mở rộng thêm ra bên ngoài dải này từ 1 đến 2 bát độ mỗi bên. Thông thường một mạch khuếch đại âm tần tốt có băng thông từ 10 Hz đến 65 kHz.
Thời gian đáp ứng (còn gọi là thời gian tăng trưởng) của một mạch khuếch đại thời gian cần thiết để nâng mức điện áp ngõ ra từ 10% đến 90% tín hiệu đỉnh khi đặt ở đầu vào một điện áp bước, biểu diễn bằng hàm bước Heaviside 1(t).
Nhiều mạch khuếch đại bị giới hạn bởi tốc độ tăng, thường là do trở kháng của mạch dòng điện điều khiển phải chịu hiệu ứng tụ điện ở vài điểm trong mạch. Điều này là cho băng thông ở công suất lớn nhất sẽ thấp hơn so với đáp ứng tần số ở mức tín hiệu nhỏ.
Đối với một mạch đơn giản chỉ có RC, còn gọi là đáp ứng Gauss, thời gian tăng trưởng được tính gần đúng:
Tr × BW = 0,35
Trong đó Tr là thời gian đáp ứng tính bằng giây, và BW là băng thông tính bằng Hz.

### Thời gian trả về và sai số
Đó là thời gian để ngõ ra trả về đến một mức nào đó (thí dụ 0,1%) của tín hiệu hoàn chỉnh. Điều này thường được đặt ra với các mạch khuếch đại trục tung của máy hiện sóng và các mạch khuếch đại trong các hệ thống đo lường chính xác.

### Tốc độ đáp ứng
Tốc độ đáp ứng là tốc độ thay đổi tín hiệu cao nhất ở ngõ ra, thường được tính bằng volt/giây (hoặc mili giây, micro giây).

### Tạp âm
Tạp âm (còn gọi là tiếng ồn, nhiễu), hiển thị số đo có bao nhiêu tạp âm được tạo ra trong quá trình khuếch đại. Tạp âm là những thành phần không mong muốn, nhưng cũng không tránh khỏi của các linh kiện và các thành phần trong mạch. Nó được đo bằng thang decibel hoặc bằng điện áp đỉnh của nhiễu đầu ra, khi không có tín hiệu đầu vào.

### Hiệu suất
Hiệu suất là một số đo biểu thị mức độ bao nhiêu công suất tiêu thụ ở hệ thống đã được chuyển hóa thành năng lượng hữu ích ở đầu ra của mạch khuếch đại. 
- Các mạch khuếch đại lớp A có hiệu suất rất thấp, trong khoảng từ 10 đế 20%, và hiệu suất tối đa là 25%.
- Các mạch khuếch đại lớp B hiện đại có hiệu suất trong khoảng 35 đến 55%, với hiệu suất cao nhất theo lý thuyết là 78,5%.
- Các mạch khuếch đại lớp D tiên tiến sử dụng kỹ thuật điều biến độ rộng xung cho hiệu suất lên đến 97%.

Hiệu suất của một mạch khuếch đại giới hạn độ lớn của công suất hữu dụng ở ngõ ra. Lưu ý rằng các mạch khuếch đại có hiệu suất cao sẽ chạy mát hơn, và có thể không cần đến quạt làm mát ngay cả khi thiết kế lên đến nhiều kilowatt.

### Độ tuyến tính
Một mạch khuếch đại lý tưởng phải là một thiết bị tuyến tính hoàn toàn, nhưng những mạch khuếch đại thực tế thường chỉ tuyến tính trong một phạm vi giới hạn nào đó. Khi tín hiệu được đưa đến đầu vào tăng, thì đầu ra cũng tăng theo cho đến khi đạt đến một điểm mà một linh kiện nào đó trong mạch bị bão hòa, và không thể cho thêm tín hiệu ra. Ta nói tín hiệu bị cắt xén, và đây là một trong những nguyên nhân gây ra méo dạng.
Một số mạch khuếch đại được thiết kế để hoạt động theo kiểu chấp nhận giảm bớt độ lợi thay vì phải chịu méo dạng. Kết quả là tín hiệu chịu một hiệu ứng nén, Và nếu là tín hiệu âm thanh, thì hiệu ứng này không làm thỏa mãn người nghe lắm. Đối với các mạch khuếch đại này, điểm nén 1 dB được đặt ra, xác định là độ lợi ở tín hiệu 1 dB sẽ nhỏ hơn độ lợi ở các tín hiệu nhỏ.
Tuyến tính hóa là một lĩnh vực nổi bật. Có rất nhiều kỹ thuật được sử dụng để giảm bớt méo dạng do không tuyến tính.

### Tỉ số tín hiệu trên tạp âm
Tỉ số: Tín hiệu / Tạp âm = S / N
trong đó: 
- S: Tín hiệu hữu ích
- N: Tạp âm (nhiễu)

## Các mạch khuếch đại điện tử
Có nhiều loại mạch khuếch đại điện tử cho nhiều ứng dụng khác nhau. Những mạch khuếch đại thông dụng nhất là khuếch đại điện tử, thường sử dụng trong vô tuyến truyền thanh và truyền hình, như các máy phát và máy thu sóng vô tuyến, các hệ thống âm thanh độ trung thực cao, high fidelity ("hi-fi") các máy vi tính và các thiết bị số khác. Các thành phần chủ yếu là các linh kiện tích cực như đèn điện tử chân không và tranzito.

### Các lớp của mạch khuếch đại
Các mạch khuếch đại được phân chia thành các lớp theo góc dẫn của tín hiệu đầu vào khi đi qua mạch khuếch đại.
Lớp A

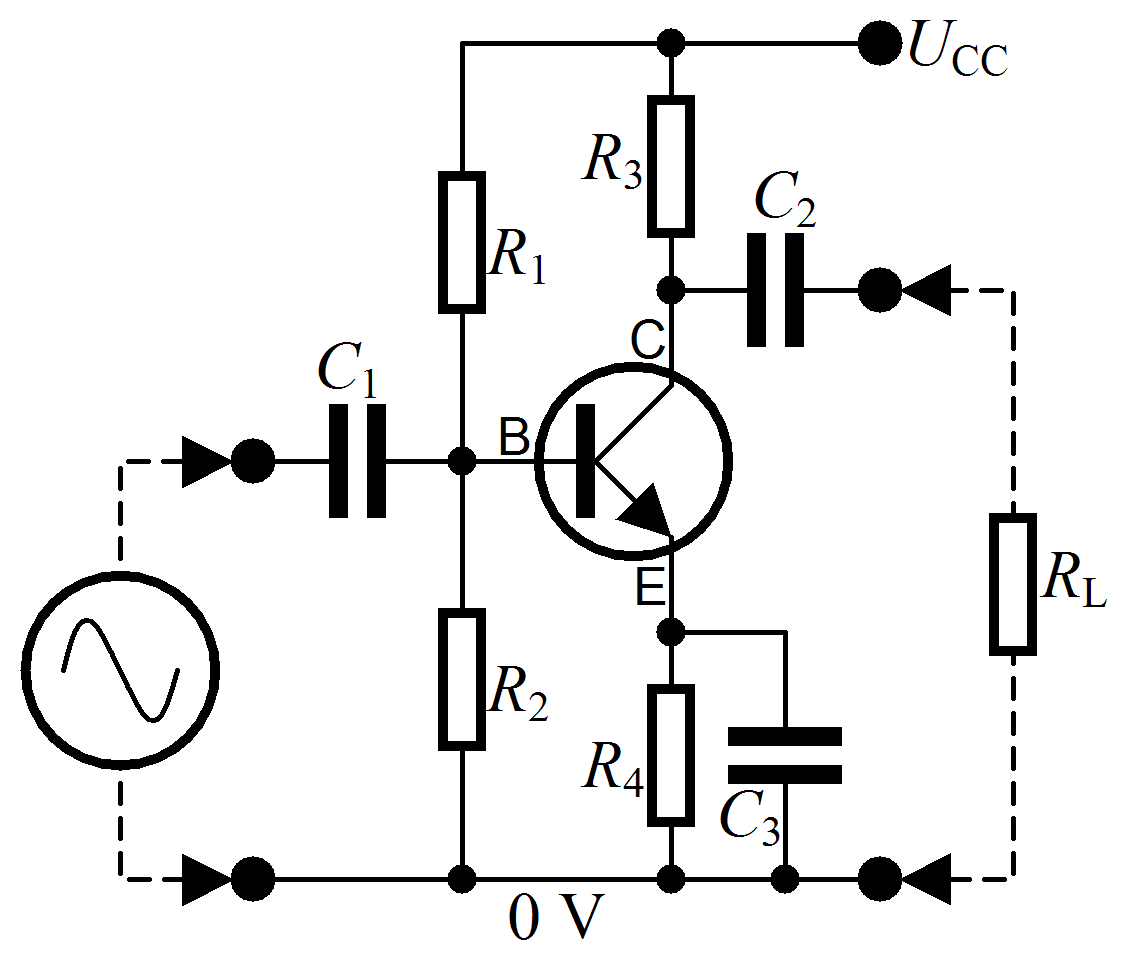
Khuếch đại âm tần dùng transistor chung Emitter lớp A

Khi hiệu suất không phải là vấn đề đáng quan tâm, đa số các mạch khuếch đại tuyến tính tín hiệu nhỏ được thiết kế ở Lớp A. Điều đó có nghĩa là các thiết bị đầu ra luôn làm việc ở trong vùng dẫn. Các mạch khuếch đại Lớp A thường tuyến tính và ít phức tạp hơn các lớp khác, nhưng hiệu suất lại rất kém. Loại mạch khuếch đại này thường được sử dụng nhiều ở các tầng khuếch đại tín hiệu nhỏ, hoặc các tầng công suất thấp như các tầng để nghe bằng tai nghe.
Lớp B

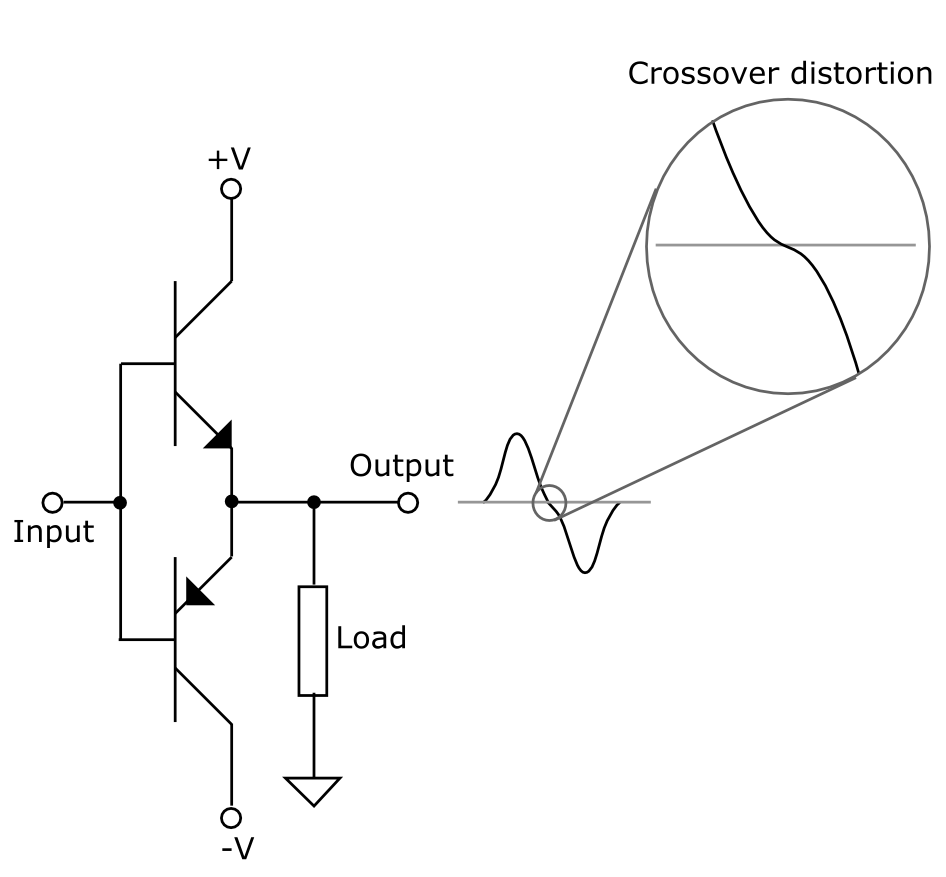
Méo Crossover ở khuếch đại Lớp B

Trong các mạch khuếch đại Lớp B, sẽ có 2 linh kiện đầu ra (hoặc 2 bộ linh kiện), mỗi linh kiện sẽ lần lượt dẫn trong đúng 180 độ của tín hiệu vào (hay đúng nửa chu kỳ).
Lớp AB
Các mạch khuếch đại Lớp AB được phối hợp giữa 2 Lớp A và Lớp B, làm tăng cường độ tuyến tính của các tín hiệu nhỏ, sẽ có góc dẫn lớn hơn 180 độ tùy thuộc vào sự lưa chọn của nhà thiết kế. Thông thường chúng được sử dụng trong các mạch khuếch đại tần số thấp như hệ thống âm thanh và hi-fi, do có sự phối hợp giữa hiệu suất và độ tuyến tính hoặc các thiết bị mà cả hiệu suất lẫn độ tuyến tính đều có tầm quan trọng như nhau.
Lớp C
Các mạch khuếch đại Lớp C thông thường được dùng trong các mạch khuếch đại tần số sóng vô tuyến công suất cao, có góc dẫn nhỏ hơn 180 độ của tín hiệu vào. Độ tuyến tính không được tốt nhưng không ảnh hưởng gì vì chỉ khuếch đại một tần số duy nhất. Tín hiệu sẽ được phục hồi thành hình sin nhờ các mạch cộng hưởng và hiệu suất cao hơn các mạch khuếch đại Lớp A, B và AB.
Lớp D
Các mạch khuếch đại Lớp D, hay còn gọi là các mạch khuếch đại điều biến độ rộng xung, sử dụng kỹ thuật chuyển mạch để đạt được hiệu suất rất cao (hơn 90% ở các mạch khuếch đại hiện đại). Vì nó chỉ cho phép các linh kiện chỉ ở dạng hoàn toàn dẫn hoặc không dẫn, tiêu tán trên linh kiện sẽ là tối thiểu. Một số loại mạch khuếch đại điều biến độ rộng xung đơn giản vẫn còn được tiếp tục sử dụng. Tuy nhiên, các mạch khuếch đại kiểu đóng ngắt hiện đại sử dụng kỹ thuật số, thí dụ như kỹ thuật điều biến sigma-delta, cho độ trung thực tối ưu. Trước đây, lớp D được sử dụng trong các mạch khuếch đại loa siêu trầm vì giới hạn của băng thông và khả năng không gây méo dạng, sau này các tiến bộ kỹ thuật chất bán dẫn đã cho phép chế tạo các mạch khuếch đại có độ trung thực cao, dải tần rộng, với tỷ số nhiễu trên tín hiệu và hệ số méo dạng thấp tương đương với những mạch khuếch đại tuyến tính cùng loại.
Các lớp khác

Mạch tương đương của khuếch đại lớp E

Có vài loại mạch khuếch đại lớp khác, mặc dù nó chỉ là biến thể của các loại ban đầu. Thí dụ như mạch khuếch đại Lớp H và Lớp G được xem như biến thể của độ lớn nguồn cung cấp (theo dạng bước hoặc liên tục) tùy thuộc vào tín hiệu đầu vào. Lượng tiêu tán nhiệt có thể giảm bớt, do điện áp rơi trên các linh kiện thấp. Loại này có thể kết hợp với các lớp kinh điển. Các mạch khuếch đại kiểu này thường phức tạp và thường chỉ sử dụng cho một số ứng dụng đặc biệt, thí dụ như trong các tầng công suất rất lớn. Tương tự như vậy, các mạch khuếch đại Lớp E và Lớp F thường được mô tả trong các tài liệu cho các ứng dụng tần số vô tuyến khi hiệu suất của các lớp truyền thống thay đổi so với những giá trị thực tế. Các lớp này sử dụng các mạch điều hưởng họa tần bậc cao ở mạng đầu ra, để tăng cường hiệu suất, và có thể xem như hậu duệ của Lớp C do các đặc tính góc dẫn của chúng.
Khuếch đại công suất
Thuật ngữ "khuếch đại công suất" là thuật ngữ chỉ các mạch có mối liên hệ giữa lượng công suất đưa đến tải và lượng công suất lấy từ nguồn nuôi. Thông thường mạch khuếch đại công suất được thiết kế cho mạch khuếch đại sau cùng trong một chuỗi các tầng, và tầng này được thiết kế với sự quan tâm nhiều về hiệu suất. Vì lý do đó các mạch khuếch đại công suất thường được sử dụng các lớp trên, ngoại trừ Lớp A.

### Mạch khuếch đại đèn điện tử
Khi các mạch khuếch đại bán dẫn đã thay thế rộng rãi các mạch khuếch đại đèn điện tử chân không (valve amplifier) công suất cỡ nhỏ, thì các mạch khuếch đại đèn điện từ chân không lại có giá trị tỷ như Radar, thiết bị đo đếm hoặc các thiết bị thông tin liên lạc. Nhiều mạch khuếch đại sóng cực ngắn vẫn sử dụng các loại đèn chân không thiết kế đặc biệt, như đèn klystron, gyrotron, Đèn sóng chạy, và crossed-field amplifier, và các đèn sóng cực ngắn này có công suất ra cho mỗi linh kiện lẻ cao hơn loại sử dụng linh kiện mạch rắn.

### Mạch khuếch đại Tranzito
Quy luật chung của linh kiện tích cực là làm cho biên độ của tín hiệu đầu vào trở thành một tín hiệu hữu ích có biên độ lớn hơn ở đầu ra. Số lần mà tín hiệu được làm cho lớn lên gọi là độ lợi sẽ phụ thuộc vào thiết kế mạch bên ngoài cũng như bản thân linh kiện đó.
Nhiều loại linh kiện tích cực được dùng trong mạch khuếch đại tranzito như Tranzito hai mối nối (BJTs), Tranzito hiệu ứng trường o xít kim loại (MOSFET).
Có nhiều ứng dụng cho mạch khuếch đại. Một số thí dụ thông dụng nhất như các mạch khuếch đại âm tần cho hệ thống nghe nhạc tại nhà hoặc trên xe ô tô, các hệ thống khuếch đại cao tần, phát xạ cao tần troing các máy thu và phát vô tuyến...

### Mạch khuếch đại thuật toán (op-amps)
Mạch khuếch đại thuật toán là mạch tích hợp rắn có thể ráp phối hợp với các mạch hồi tiếp bên ngoài để có thể điều chỉnh hàm truyền hay độ lợi của nó.

### Mạch khuếch đại vi sai
Một mạch khuếch đại vi sai là một mạch khuếch đại tích hợp mạch rắn, có những mạch hồi tiếp bên ngoài để điều khiển hàm truyền hoặc độ lợi của nó. Khuếch đại vi sai hoàn toàn (Fully differential amplifier) cũng gần tương tự với mạch khuếch đại thuật toán, nhưng có đầu ra vi sai.

### Mạch khuếch đại thị tần
Những mạch khuếch đại tín hiệu thị tần thực sự có băng thông khá rộng, lên đến 5 MHz. Phải có những yêu cầu đặc biệt về đáp ứng bước để có thể thu được hình ảnh tốt.

### Mạch khuếch đại dọc cho máy hiện sóng
Những mạch khuếch đại này phải đáp ứng được với tín hiệu thị tần, để điều khiển đèn hình của máy hiện sóng, và có thể có băng thông lên đến 500 MHz. Những đặc tính của đáp ứng bước, thời gian đáp ứng, mức độ quá tải và sai số có thể làm cho việc thiết kế trở nên khó khăn.

### Mạch khuếch đại phân bố
Mạch khuếch đại phân bố (Distributed Amplifier) sử dụng đường truyền để tạm thời tách các tín hiệu và khuếch đại từng phần riêng biệt để có được băng thông lớn hơn, trường hợp sử dụng một mạch khuếch đại đơn lẻ. Ngõ ra của mỗi tầng có thể nối với nhau qua đường dây truyền. Loại mạch khuếch đại kiểu này thường được sử dụng trong các tầng khuếch đại dọc cuối cùng cho máy hiện sóng. Đường truyền có thể được tích vào bên trong đèn hình.

### Các mạch khuếch đại vi ba

#### Mạch khuếch đại đèn sóng chạy (TWT)
Mạch khuếch đại đèn sóng chạy (Traveling wave tube) sử dụng trong các ứng dụng khuếch đại vi ba tần số thấp công suất cao. Các mạch thông thường có thể khuếch đại suốt dải tần số của vi ba. Tuy nhiên, chúng thường không dễ dàng cộng hưởng như đèn Klystron.

#### Đèn Klystron
Tương tự như đèn sóng chạy, nhưng đèn này có công suất cao hơn, và có tần số đặc trưng. Chúng cũng thường nặng nề hơn đèn sóng chạy, nên khó thích ứng với những ứng dụng di động cần trọng lượng nhỏ. Đèn Klystron có khả năng cộng hưởng, xuất ra tín hiệu chọn lựa trong dải tần đặc trưng của nó.

## Mạch khuếch đại nhạc cụ, khuếch đại âm thanh
Mạch khuếch đại âm thanh và khuếch đại nhạc cụ thường được dùng để khuếch đại các tín hiệu có tần số âm thanh như âm nhạc và giọng nói con người...